# Шаповал, Владимир Никифорович
Влади́мир Ники́форович Шапова́л (укр. Володимир Никифорович Шаповал; 9 апреля 1934, село Староселье Киевской области, теперь Городищенского района Черкасской области — ноябрь 2023) — советский партийный деятель, председатель исполкома Черкасского областного совета. Депутат Верховного Совета УССР 10-11-го созывов, народный депутат Украины 1-го созыва. Член Ревизионной Комиссии КПУ в 1986—1990 годах. Член ЦК КПУ в 1990—1991 годах.

## Биография
Родился в крестьянской семье. В 1949—1953 годах обучался в Городищенском сельскохозяйственном техникуме.
В 1953—1954 годах — агроном Остропольской машинно-тракторной станции (МТС) Каменец-Подольской области. В 1954—1957 г. — служба в Советской армии. В 1957—1958 годах — главный агроном колхоза имени Чапаева Золотоношского района Черкасской области.
В 1958 году стал членом КПСС.
В 1958—1970 годах — председатель колхоза имени Чапаева Золотоношского района Черкасской области. В 1967 году заочно окончил Уманский сельскохозяйственный институт.
В 1970—1973 годах — начальник Золотоношского районного управления сельского хозяйства Черкасской области. В 1973—1978 годах — председатель исполнительного комитета Золотоношской районного совета депутатов трудящихся. Окончил Высшую партийную школу при ЦК КПУ.
В 1978 — декабре 1979 года — 1-й секретарь Драбовского районного комитета КПУ Черкасской области.
20 декабря 1979 — 3 сентября 1991 года — председатель исполнительного комитета Черкасского областного Совета народных депутатов. В марте — 3 сентября 1991 года — одновременно председатель Черкасского областного Совета народных депутатов.
В 1991—1992 годах — генеральный директор Млиевского научно-производственного объединения «Сад» Черкасской области. С 1992 года — директор Черкасского областного межхозяйственного учебного центра Агропрома.
Умер в ноябре 2023 года.

## Награды
- три ордена Трудового Красного Знамени
- орден Дружбы народов
- медали